# Демидівська сільська рада (Решетилівський район)
Демидівська сільська рада — адміністративно-територіальна одиниця у Решетилівському районі Полтавської області з центром у c. Демидівка.
Населення — 1273 особи.

## Населені пункти
Сільраді були підпорядковані населені пункти:
- c. Демидівка
- с. Андріївка
- с. Литвинівка
- с. Нова Диканька
- с. Пустовари